# Petra Kandarr
Petra Kandarr, született Petra Vogt (Halle, 1950. augusztus 20. – Karlsruhe, 2017. március 12.) Európa-bajnok német rövidtávfutó. 1969-ben az év sportolónője volt az NDK-ban.

## Pályafutása
Petra Vogt néven versenyzett. Az 1969-es athéni Európa-bajnokságon 100 és 200 méteren, továbbá a 4×100 m váltó tagjaként aranyérmet nyert. Ebben az évben ezért a teljesítményéért az év sportolónőjévé választották az NDK-ban. Két év múlva a helsinki Európa-bajnokságon ezüstérmes lett a 4×100 méteres váltóval. Az 1973-as rotterdami fedett pályás Európa-bajnokságon ezüstérmet szerzett 60 méteren.
Lánya Jana Kandarr részt vett a 2000-es sydney-i olimpián teniszezőként.

## Sikerei, díjai
- Az év sportolónője az NDK-ban (1969)
- Európa-bajnokság
  - aranyérmes (3): 1969, Athén (100 m, 200 m, 4×100 m váltó)
  - ezüstérmes: 1971, Helsinki (4×100 m váltó)
- Fedett pályás Európa-bajnokság
  - ezüstérmes: 1973, Rotterdam (60 m)